# ムーア・スクール

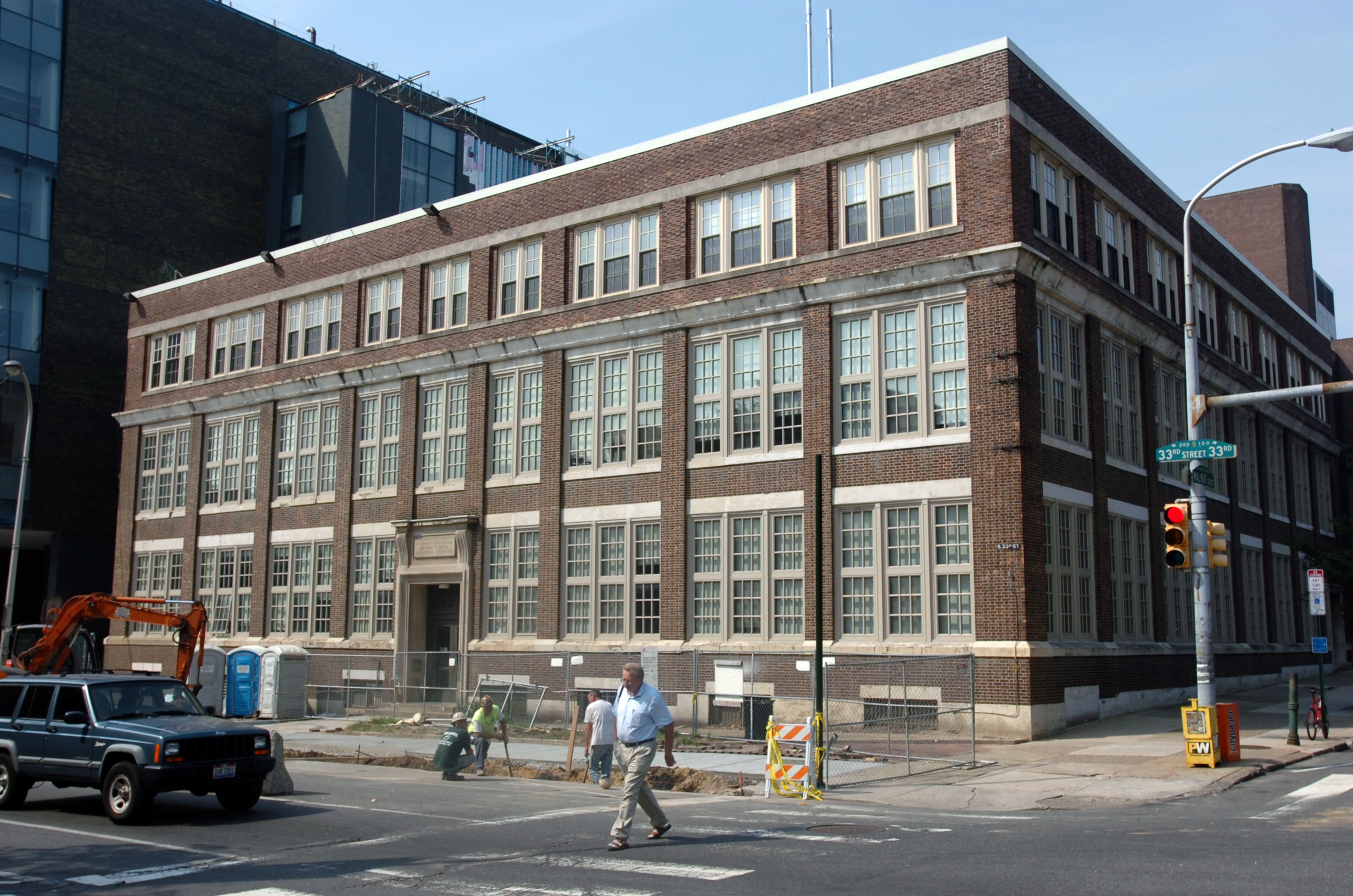
ムーア・スクール

ムーア・スクールまたはムーア電気工学スクール（ムーアでんきこうがくスクール、Moore School of Electrical Engineering）は、ペンシルベニア大学にかつてあった電気工学の教室である。アルフレッド・フィトラー・ムーア(Alfred Fitler Moore)からの寄付によって1923年6月4日に設立され、ペンシルベニア大学から電気工学部として認定された。ムーア・スクールの最初の学部長はハロルド・ペンダーだった 。
ムーア・スクールは、コンピュータ産業の発祥地として特に有名である。
- 1943年から1946年にかけて、世界初の汎用チューリング完全デジタル電子計算機であるENIACが構築された。
- ENIACの後継機であるEDVACの予備設計作業の過程で、今日の全てのコンピュータで使用されているプログラム内蔵方式の概念が生まれた。その論理デザインは、ジョン・フォン・ノイマンによるEDVACに関する報告書の第一草稿で発表されたもので、これはフォン・ノイマンが出席したムーア・スクールでの会議の内容をまとめた一連のメモである。
- 世界初のコンピュータに関する集中講義であるムーア・スクール・レクチャー（英語版）が1946年夏にムーア・スクールで行われ、ここから世界中でコンピュータ開発が爆発的に発展した。
- ムーア・スクールの教員だったジョン・モークリーとジョン・プレスパー・エッカートは、世界初のコンピュータメーカーであるエッカート・モークリー・コンピュータを設立し、UNIVAC Iを製造した。

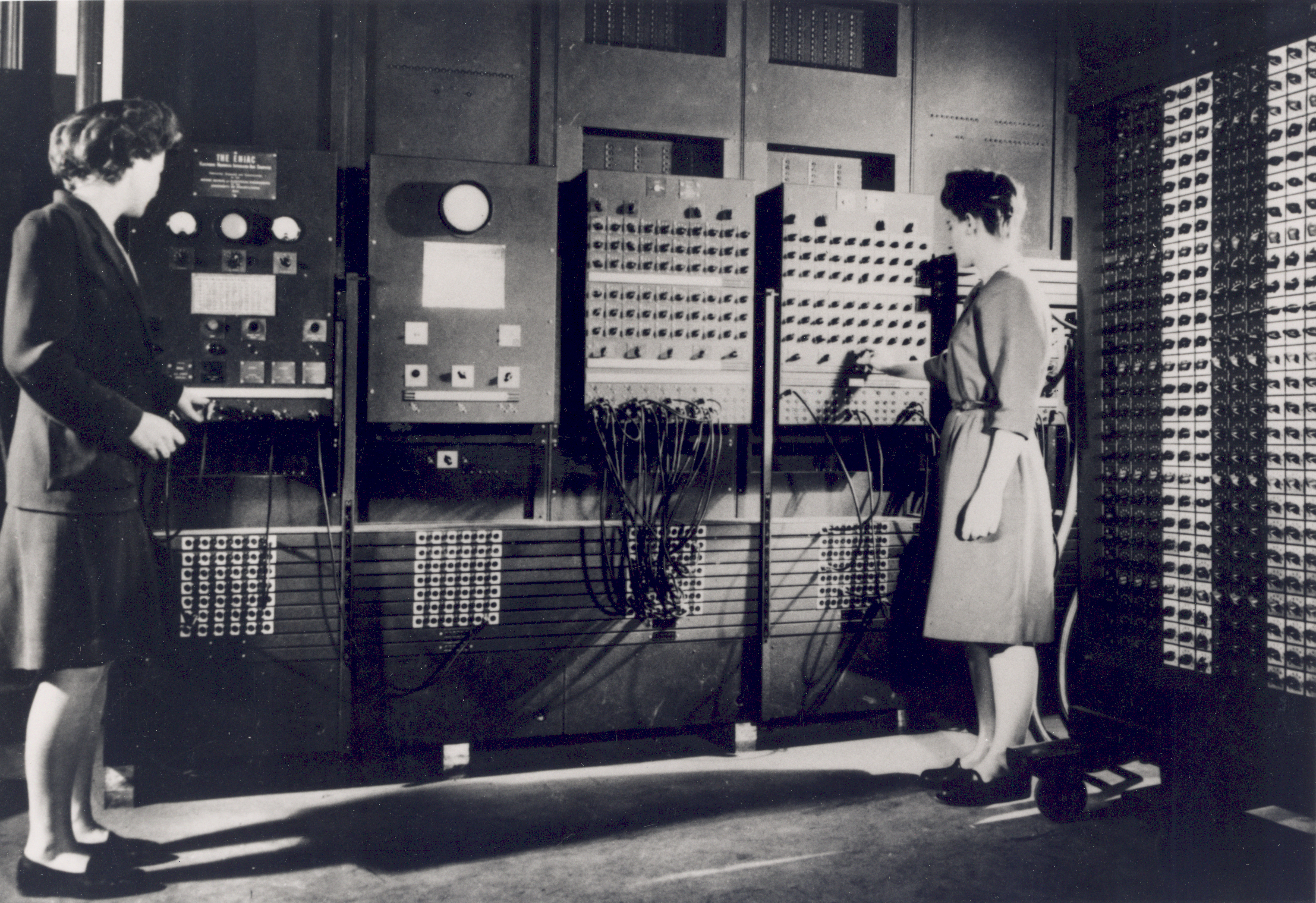
ムーア・スクールでENIACのメインコントロールパネルを操作するプログラマ。左はベティ・ジーン・ジェニングス、右はフラン・バイラス。

ムーア・スクールはペンシルベニア大学の工学部に統合され、単独の実体としては現存しない。しかし、3階建ての校舎自体は現存しており、キャンパス内ではムーア・スクールビルとして知られている。校舎は元々2階建ての建物として1921年に建てられ、1926年に改装され、1940年に3階部分が増築された。